# Massachusetts Bay
Massachusetts Bay er en stor bugt beliggende ud for USAs østkyst ved staten Massachusetts i Atlanterhavet. Mod nord afgrænses bugten af Cape Ann, mod vest går den ind til Boston og udmundingen af floden Charles. Mod syd går Massachusetts Bay over i Cape Cod Bay (der også nogle gange regnes med til Massachusetts Bay) og mod øst går den ud i Atlanterhavet.
Bugten har givet navn til Massachusetts Bay-kolonien, der var en af de første europæiske bebyggelser i området, der blev anlagt af en gruppe puritanere.